# Ro Khanna
Pour les articles homonymes, voir Khanna.
Rohit Khanna, dit Ro Khanna, né le 13 septembre 1976 à Philadelphie (Pennsylvanie), est un homme politique américain. Membre du Parti démocrate, il est élu de Californie à la Chambre des représentants des États-Unis lors des élections de 2016.

## Biographie

### Jeunesse et études
Ro Khanna est né à Philadelphie de parents originaires d'Inde. Il grandit dans le comté de Bucks, en banlieue de Philadelphie. Il étudie à de l'université de Chicago puis à la Yale Law School. Pendant ses études, il est interne pour Jack Quinn (en), chef de cabinet d'Al Gore. Diplômé de Yale en 2001, il s'installe deux ans plus tard dans la région de la baie de San Francisco. Il devient avocat en droit de la propriété intellectuelle.

### Débuts en politique
En 2004, il se présente face à la Chambre des représentants des États-Unis face au sortant Tom Lantos, qu'il critique notamment pour son vote en faveur de l'invasion de l'Irak. Il perd largement la primaire démocrate (20 % contre 74 % pour Lantos) mais il se créé des relations au sein du Parti démocrate. Il devient notamment leveur de fonds pour les démocrates.
Après l'élection de Barack Obama, il est nommé au département du Commerce. Il quitte l'administration Obama en 2011 et envisage de se présenter aux élections de 2012 face au démocrate Pete Stark (en), de plus en plus impopulaire. Souhaitant davantage s'implanter localement, il renonce à l'élection. Stark est battu par un autre démocrate, Eric Swalwell. Khanna écrit un livre Entrepreneurial Nation et donne des cours d'économie sur la compétitivité des États-Unis à Stanford.
En 2014, il est candidat dans le 17e district de Californie face au démocrate sortant Mike Honda. La circonscription vient d'être redécoupée et comprend davantage de banlieues aisées de la Silicon Valley tout en perdant une partie de San José, fief de Honda. Le district est le seul du pays (en dehors d'Hawaï) à être majoritairement asiatique. Honda arrive en tête de la primaire avec 49 % des voix contre 27 % pour Khanna, qui devance les candidats républicains et se qualifie donc pour l'élection générale. Khanna reçoit d'importants soutiens de personnalités de la Silicon Valley (Sheryl Sandberg, Marissa Mayer, etc.). En novembre, il est battu de peu par le représentant sortant avec 48 % des suffrages.

### Représentant des États-Unis

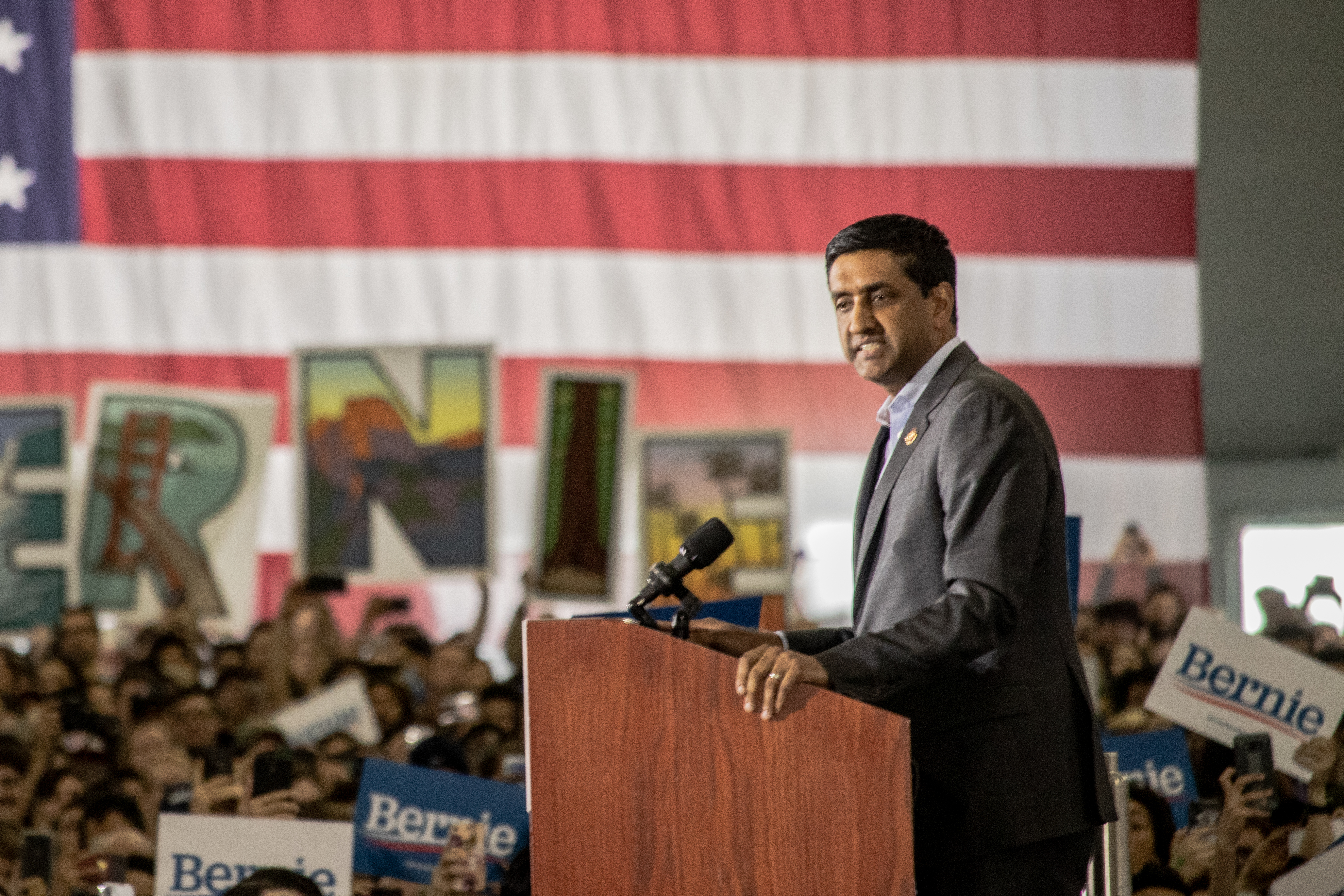
Khanna en campagne pour Sanders en 2020.

Ro Khanna se présente à nouveau face à Honda en 2016. Cette fois-ci, Honda est soumis à une enquête de la commission d'éthique de la Chambre des représentants pour avoir utilisé ses collaborateurs au Congrès pour travailler sur sa campagne. Khanna dit vouloir apporter du « sang neuf » et estime que Honda est déconnecté des réalités du district et des intérêts de la Silicon Valley. Il reçoit le soutien de plusieurs personnalités des nouvelles technologies comme Sandberg, Sundar Pichai ou encore Peter Thiel. De son côté, Honda est soutenu du Parti démocrate de Californie et plusieurs élus démocrates (dont Nancy Pelosi). Cependant, contrairement à 2014, le président Obama ne prend pas parti en sa faveur. Lors de la primaire, Khanna devance Honda de 2 200 voix, soit deux points d'écart. Il est alors donné comme favori, son profil pro-business devant attirer les électeurs républicains (25 % des inscrits). En septembre, Honda porte plainte contre Khanna, accusant Brian Parvizshahi — son directeur de campagne — d'avoir illégalement obtenu les données de ses donateurs pour les contacter. Parvizshahi choisit alors de se mettre à l'écart de la campagne. Le 8 novembre 2016, Khanna bat Honda en rassemblant 61 % des voix,.
Il est facilement réélu en 2018 avec environ 75 % des suffrages face à Ron Cohen, un républicain proche du Tea Party.
À partir de février 2023, la sénatrice démocrate de Californie Dianne Feinstein, 89 ans, est atteinte par un zona et ne peut participer aux votes du Sénat alors que les démocrates n'ont qu'une faible majorité de 51 sénateurs. Elle est aussi sujette à des pertes de mémoire. En avril, alors qu'elle n'est toujours pas retournée au Sénat en raison de complications dans sa convalescence, Khanna, soutenu par son collegue Dean Phillips, lui demande de démissionner. De son côté, Dianne Feinstein demande aux démocrates au Sénat de la remplacer temporairement au Judiciary Committee pour permettre de voter sur les nominations de divers hauts-fonctionnaires. La demande de Khanna est critiquée par Nancy Pelosi et Norma Torres, représentantes démocrates de Californie, qui considèrent qu'il y a là deux poids, deux mesures et qu'il n'y aurait pas eu de demande de démission à l'encontre d'un sénateur âgé et malade,.

## Positions politiques
Ro Khanna est considéré comme un démocrate progressiste. Il est notamment en faveur de la gratuité de l'enseignement supérieur et d'une couverture santé universelle, qui permettrait selon lui de réduire les coûts à l'embauche pour les start-ups. Représentant une partie de la Silicon Valley, il propose l'instauration d'une déclaration des droits de l'Internet.
Il soutient Bernie Sanders lors des primaires démocrates de 2016 et 2020, et devient vice-président de la campagne présidentielle du sénateur en février 2019. 